# Anthrax limatulus
Anthrax limatulus är en tvåvingeart som beskrevs av Thomas Say 1829. Anthrax limatulus ingår i släktet Anthrax och familjen svävflugor. Inga underarter finns listade i Catalogue of Life.